# Allensworth
Allensworth – jednostka osadnicza w Stanach Zjednoczonych, w stanie Kalifornia, w hrabstwie Tulare.